# Vince Russo
Vincent James «Vince» Russo (Long Island, Nueva York, 22 de mayo de 1961) es un escritor, guionista y creativo de lucha libre profesional estadounidense.
Es notable por su paso por la World Wrestling Federation (WWF, ahora WWE), World Championship Wrestling (WCW) y Total Nonstop Action Wrestling (TNA, ahora Impact Wrestling) en roles creativos. Russo ocasionalmente hizo apariciones como una figura de autoridad en pantalla y como luchador profesional, en WCW y TNA. Su estilo de escritura, que enfatiza el valor de shock sobre la acción dentro del ring, lo ha convertido en una figura controvertida entre los fanáticos de la lucha libre. Durante una carrera dentro del ring en WCW, Russo se convirtió en Campeón Mundial Peso Pesado de la WCW, un título que él abandonó, y nunca perdió un combate.

## Vida personal
Russo creció en Farmingville, Nueva York y se graduó de la University of Southern Indiana (entonces conocida como Indiana State University Evansville) en 1983 con una licenciatura en periodismo. Trabajó para el periódico escolar The Shield como asistente de editor de deportes y luego como redactor jefe.
Russo inició su carrera en el negocio de la lucha cuando comenzó a entrenar bajo la tutela de Johnny Rodz en el Gimnasio Gleason en Brooklyn. Era dueño de dos tiendas de video en Long Island, Nueva York. Russo también tuvo su propio programa de radio local desde 1992 hasta 1993 llamado Vicious Vincent's World of Wrestling que se emitió en los domingos en la noche por WGBB en Freeport, Nueva York. El proyecto duró exactamente un año, el espectáculo final fue el aniversario de un año.

## Carrera

### World Wrestling Federation (1992-1999)
En 1992, Russo fue contratado como escritor freelance para la Revista WWF a raíz de una carta que había escrito a Linda McMahon, y más tarde se convertiría en un editor en 1994 bajo el seudónimo de Vic Venom. Fue ascendido eventualmente al equipo creativo de WWF en 1996. Ese mismo año, Monday Night Raw tuvo el bajo rating de 1.8, mientras Monday Nitro (la competencia de Raw), estaba en la mitad de una racha ganadora de 83 semanas en contra de Raw en los índices de audiencia. Con la World Championship Wrestling (WCW) derrotando a la WWF, McMahon llamó a Russo para que realizara cambios en su producto. Russo presentó storylines irreverentes y controversiales que involucraban contenido sexual, profanidad, vuelcos o pasos a heel inesperados, y shoots. El estilo de escritura de Russo se volvió conocido como "Crash TV".
A inicios de 1997, Russo se transformó en el escritor-en-jefe de la WWF y escribió para Raw Is War además de los PPV mensuales. Con los angles que él creaba, Russo tuvo un enorme desempeño en poner a la WWF por delante de la WCW en las guerras por los índices de audiencia en los lunes por la noche durante la Attitude Era.
En los dos años tras la promoción de Russo a escritor-en-jefe, Raw sobrepasó a WCW Nitro en los índices de audiencia.

### World Championship Wrestling (1999-2000)

#### Contratación y llegada
El 16 de septiembre de 1999, Russo y Ed Ferrara firmaron con la WCW; Russo declara que su razón por dejar la WWF fue el resultado de una disputa con Vince McMahon sobre el aumento de carga de trabajo provocada por la introducción de Smackdown! y la desconsideración que McMahon tenía hacia la familia de Russo. Russo y Ferrara intentaron hacer el mismo estilo de "Crash TV" en Monday Nitro, el cual era similar a Raw Is War, solamente a un ritmo más acelerado, incluyendo historias aún más irreverentes, segmentos que no fueran de lucha libre más largos, constantes pasos de heel a face y viceversa, un incremento en la sexualidad, falsos retiros, más escenas en backstage, profundidad expandida en los storylines, cambios titulares, y el uso del talento del midcard de manera más efectiva. Russo y Ferrara frecuentemente se burlaban de la WWF.
El estilo de escritura de Russo creó una enorme rotación en cambios titulares, reflectivo de su filosofía  de "crash TV". Su booking de Jushin Thunder Liger perdiendo y recuperando el Campeonato de Peso Pesado Junior del IWGP en Nitro a fines de 1999 no fue reconocido por New Japan Pro Wrestling (NJPW) en el linaje titular hasta 2007; Liger perdió el título contra Juventud Guerrera, tras ser golpeado en la cabeza con una botella de tequila. Los escenarios y traiciones tratados como "shoots" eran fuertemente enfatizados, ya que los luchadores supuestamente daban entrevistas improvisadas utilizando términos que solamente eran reconocidos por smarks; las transmisiones caóticas se volvieron la norma.

#### Despido y recontratación
En 2000, Russo recibió dos llamadas telefónicas, una de Bret Hart (entonces Campeón Mundial de Peso Pesado de la WCW) y otra de Jeff Jarrett (entonces Campeón de los Estados Unidos de la WCW, ambos diciendo que estaban lesionados y que no podrían luchar, siendo forzados a vacar sus respectivos campeonatos. Esto requería que Russo alterara los planes que tenía para Hart y la New World Order. Russo y su comité de booking se sentó para determinar que sucedería en Souled Out. Una de las ideas incluía era premiar el ahora vacante título de la WCW al artista marcial mixto Tank Abbott, un expeleador de la UFC. En un intento de hacer algo creíble, la idea era tener una batalla real en la que Sid Vicious sería uno de los primeros participantes en la lucha y duraría durante toda la lucha hasta el final cuando Abbott entraría a la lucha y lo eliminaría con tan solo un golpe. Russo dice que Abbott podría no haber tenido el cinturón por más de 24 horas si este cambio titular realmente hubiera ocurrido. No obstante, el día después de que él y su comité llegaron con la idea, se le pidió que trabajara en un comité y que renunciara a su posición como escritor jefe. Russo declinó la oferta y dejó la empresa, con su reemplazo inmediato siendo Kevin Sullivan, quien junto con otros bookers, eligieron a Chris Benoit para ganar el título de Vicious en una lucha con Arn Anderson como el árbitro.
Tres meses después de la partida de Russo, Kevin Sullivan fue relegado de sus funciones y Russo recuperó su posición como booker, junto con el retornante Eric Bischoff. La idea era que Russo y Bischoff reiniciarian WCW en una empresa más moderna y coordinada que permitiera al talento joven trabajar con estrellas establecidas. En la edición del 10 de abril de 2000 de WCW Monday Nitro, Vince Russo fue presentado como una figura autoritaria y antagónica. Notables storylines en las que su personaje estuvo involucrado incluyen a la rivalidad entre New Blood contra The Millionaire's Club; su feudo con Ric Flair donde él y David Flair le raparon la cabeza a Ric Flair además de hacer lo mismo con Reid Flair; su feudo con Goldberg; y su corto reinado como campeón mundial. También trabajó con Miss Elizabeth.  El 8 de mayo de 2000, Russo pactó a Miss Elizabeth en su primera lucha oficial contra Daffney. Miss Elizabeth dejó la empresa poco después.

#### Incidente en Bash at the Beach
En Bash at the Beach, Russo estuvo involucrado en un incidente con Hulk Hogan donde Hogan debía perder una lucha contra el campeón mundial Jeff Jarrett. Hogan se negó a perder la lucha (invocando la cláusula de "control creativo" de su contrato para anular la decisión de Russo), debido a la aparente falta de dirección por parte de Russo con respecto al personaje de Hogan tras la derrota planeada. Al final, Russo pactó que Jarrett yaciera literalmente en la lona para que Hogan lo cubriera a lo cual Hogan respondió con un shoot hacia Russo diciendo "Por eso esta compañia está en la maldita forma en la que está; debido a mierda como ésta" y ganó la pelea por una caída tras poner su pie en el pecho de Jarrett. Russo totalmente fuera del storyline relatado, luego saldría al ring en la transmisión para anular el resultado de la lucha, ya que públicamente despidió a Hogan. Esta acción restauró el título a Jarrett, lo que dio espacio para una nueva lucha titular entre Jarrett y Booker T, con el último siendo el ganador de la lucha.
Como Russo prometió, Hogan nunca reapareció en la WCW e incluso realizó una demanda contra Russo por difamación del personaje (el cual fue desestimado en 2003 declarando que los cargos en contra de Russo eran "infundados" y "eran solamente parte de una historia de lucha libre"). Hogan dice (en su autobiografía) que Russo transformó el angle en un shoot, y que él fue rechazado por Brad Siegel, ejecutivo de Turner, quien ya no quería utilizarlo más debido a sus costos por aparición. Eric Bischoff declara en su autobiografía, Controversy Creates Ca$h, que Hogan ganando y marchándose con el título fue un work que resultaría en su regreso algunos meses después donde el plan era coronar un nuevo campeón en Halloween Havoc, donde Hogan saldría al final del evento y finalmente ganar una lucha entre campeón contra campeón - pero con Russo saliendo a despedirlo fue de hecho un shoot que terminaría en la demanda que Hogan realizó. Bischoff dice que él y Hogan celebraron después del evento, pero que quedaron perturbados como para esperar una llamada telefónica al escuchar del shoot de Russo después de que Hogan dejara el arena.

#### Storylines con Flair y lesión
En septiembre de 2000, Russo entró en un angle con Ric Flair. El storyline notablemente incluía Russo enviado policías al ring para arrestar a Flair durante la boda (en kayfabe) entre Stacy Keibler y el hijo de Flair, David.
En octubre de 2000, la carrera de ruso como escritor jefe y como luchador llegó a su fin luego de una serie de lesiones resultantes principalmente de una lucha contra Goldberg, donde Russo fue embestido a través de una jaula y su cabeza chocò contra la barrera del ringside. El contrato de Russo fue comprado por Time Warner luego de la compra de WCW.

### Regreso a la WWE (2002)
Russo regresó a la WWE a mediados de 2002, pero luego abandonó la empresa después de decir que "no había forma en el mundo de que esto pudiera funcionar". La gran idea de un storyline que él propuso era un reinicio de la invasion de la WCW, incluyendo a talento previamente no firmado como Bill Goldberg, Scott Steiner, Eric Bischoff y Bret Hart. Sintiéndose humillado por una llamada telefónica de Stephanie McMahon, Russo abandonó bajo su propio acuerdo (rechazando una contrato de US$125.000 por año con un rol como consejero desde casa con la WWE en favor de un contrato con TNA de US$100.000 con una posición de tiempo completo).

### Total Nonstop Action Wrestling
Russo en un evento de TNA
En julio de 2002, Russo se unió a Jeff y Jerry Jarrett 's NWA - TNA promoción como un escritor creativo y ayudaría a la escritura y la producción de los espectáculos. Russo afirma que el nombre "Total Nonstop Action" provino de él y que el concepto original era, como exclusivo de pay-per-view, para ser un producto más vanguardista que WWE; Las iniciales de la compañía "TNA" son una obra de teatro en "T&A", abreviatura de "Tits and Ass". A lo largo de los primeros años, hubo numerosos informes de luchas de poder creativo sobre la dirección de la programación. Russo dejó la compañía después de la Victory Road Paga por ver. En una entrevista de noviembre de 2005, Russo afirma que nunca escribió un solo programa por su cuenta durante este período en TNA y describió su tiempo allí como una "pesadilla total".
Durante el tiempo en que circularon estos rumores, Russo finalmente debutó como un personaje en pantalla cuando el misterioso luchador enmascarado "Mr. Wrestling III" ayudó a Jeff Jarrett a ganar el Campeonato Mundial Peso Pesado de la NWA y finalmente se reveló como él. En la historia en pantalla, Jarrett no quería la ayuda de Russo, lo que llevó a los dos a involucrarse en una pelea. Russo creó su propia facción de luchadores a los que denominó Sports Entertainment Xtreme (SEX), reclutando a personalidades como Glenn Gilbertti, Sonny Siaki, BG James, Raven, Trinity., y otros. SEXO enfrentó a los luchadores más tradicionales de TNA liderados por Jeff Jarrett. Con el tiempo, Russo dejaría su papel en la pantalla y Gilbertti se convertiría en el líder del SEXO.
Después de irse por un breve período, Russo regresó como un personaje en pantalla en el pay-per-view del 28 de mayo de 2003, donde golpearía a Raven con un bate de béisbol, lo que ayudaría a Gilbertti a convertirse en el contendiente número uno del campeonato mundial. La próxima semana, el 4 de junio de 2003, cuando Gilbertti luchó contra Jarrett por el campeonato mundial, Russo golpeó a Gilbertti con un bate de béisbol que a su vez ayudó a Jarrett a retener su cinturón. En el pay-per-view de la semana siguiente (11 de junio de 2003), cuando AJ Styles y Raven pelearon con Jarrett por el título mundial en un partido de triple amenaza, Russo bromeó al tocar Styles con la guitarra característica de Jarrett, pero eventualmente golpeó a Jarrett como líder. Estilos para ganar el cinturón del campeonato mundial. 
Russo luego manejaría el Campeón del Mundo Pesado de la NWA, AJ Styles, por el resto de su carrera de 2003 y SEX fue discretamente escrito fuera de las historias. El 1 de octubre de 2003, Russo sufrió la primera derrota de su carrera en el ring en un partido de equipo ante Dusty Rhodes y Jeff Jarrett, aunque su compañero, Styles, cedió el pin. En el pay-per-view del 15 de octubre de 2003, Russo hizo su última aparición de ese año en una pelea callejera con Jarrett. Se informó que Russo fue liberado de la compañía como resultado de la firma de Hulk Hogan y porque, según informes, Hogan dijo que no trabajaría para TNA mientras Russo estuviera involucrado en la compañía. En febrero de 2004, poco después de que Hogan no pudiera comprometerse con TNA, Russo eventualmente regresaría, pero estrictamente como un personaje al aire, convirtiéndose en el "Director de Autoridad" en las historias. Esta vez, él era un rostro , afirmando haber cambiado su forma de ser (que probablemente fue inspirada por la conversión de la vida real de Russo al cristianismo). Sin embargo, se iría de nuevo a fines de 2004 cuando Dusty Rhodes fue "votado" por el nuevo DOA sobre sí mismo en Victory Road, de tres horas de noviembre de 2004, en una "elección" interactiva en el sitio web de TNA.
El 21 de septiembre de 2006, la presidenta de TNA, Dixie Carter, volvió a firmar a Russo como escritora del equipo creativo de TNA. 
Durante el Pay Per View Destination X de marzo de 2007 en el combate "Last Rites" con Abyss y Sting, los cánticos de Fire Russo! surgieron entre la multitud en la arena de Orlando que indicaba la frustración de los fanáticos por los incidentes ocurridos durante la lucha, exigiendo el despido de Russo. 
La lucha de jaula de acero "electrificada" de TNA, como se vio en Lovkdown en 2007
Otra vez el cántico Fire Russo! se escucharon los cantos en el bloque de pago por visión del mes siguiente que se llevó a cabo en St. Louis el 15 de abril de 2007. Los cantos se escucharon durante el combate de la jaula de acero electrificada con el Equipo 3D y el LAX, donde las luces parpadeaban de vez en cuando cada vez que un luchador toca la jaula dando la impresión de electrocución. Dixie Carter ha notado que el artilugio fue creado por el escritor Dutch Mantell. Sin embargo, en una entrevista de 2011, Mantell negó esto.
Russo se convirtió en jefe creativo para TNA en algún momento de julio de 2009.  Al hablar sobre los cánticos que exigían su despido (Fire Russo!), Russo dijo que no era el jefe creativo durante ese tiempo y cuando se le presentó la idea de la jaula de acero electrificada, dijo que no había forma de que el concepto se hubiera podido hacer de una manera creíble y que a menudo era culpado por las ideas que nunca se le ocurrieron. En el pay-per-view de septiembre No Surrender, Ed Ferrara se unió a TNA y comenzó a trabajar en el equipo creativo con Vince Russo y el colaborador junior Matt Conway. 
El 27 de octubre de 2009, Hulk Hogan firmó con TNA. En 2010, cuando se le preguntó acerca de su relación con Russo en TNA, Hogan dijo que llegó a TNA en paz, que el equipo de redacción de Russo, Ed Ferrara, Matt Conway y Jeremy Borash realmente "lo han intensificado", y que Hogan amaba a Russo "desde la distancia". Mientras trabajaba con Russo, Bischoff declaró en una entrevista de febrero de 2010 que era una "experiencia muy positiva" y que sus colaboraciones fueron productivas. 
Para el 6 de octubre de 2011, Russo había renunciado al papel de un escritor colaborador, con Bruce Prichard asumiendo el papel de escritor jefe. El 14 de febrero de 2012, la presidenta de TNA, Dixie Carter, explicó que TNA y Russo se habían separado mutuamente durante la semana.
En abril de 2014, el sitio web de PWInsider afirmó que Russo estaba trabajando como consultor para TNA Wrestling.  Russo negó los informes, pero el 15 de julio, PWInsider informó que Russo les había enviado accidentalmente un correo electrónico con instrucciones sobre cómo funcionan los comentaristas de TNA. Como resultado, y después de intentar decir que no estaba involucrado con TNA, Russo admitió en su sitio web que ya estaba trabajando como consultor para TNA Wrestling para trabajar con los comentaristas de TNA, y que una de las condiciones de TNA era que Russo mantuviera su participación en secreto. en menos de dos días, la declaración de Russo se eliminó de su sitio web.
El 30 de julio de 2014, Russo afirmó que se había "hecho oficialmente" con TNA. No mucho después, Russo reveló que había estado trabajando para TNA desde el 24 de octubre de 2013, alegando que había participado en reuniones creativas y también criticó los episodios semanales de Impact Wrestling. Russo declaró que se le pagaba alrededor de $ 3,000 al mes, con un promedio de $ 36,000 al año, para ser un consultor de TNA.

### Aro Lucha (2017-2018)
El 8 de diciembre de 2017, Russo firmó con la promoción Aro Lucha , con sede en Nashville, Tennessee, como consultor de guiones. [41] El 5 de abril de 2018, el CEO de Aro Lucha, Jason Brown, explicó a través de una sesión de preguntas y respuestas en WeFunder (un sitio web de financiación colectiva ), que Russo había sido contratado como contratista independiente, no como empleado. A partir de abril de 2018, Russo ya no está con la promoción.

## Legado
Russo es una de las figuras más controvertidas en la historia de la lucha libre profesional. Él es firme en su creencia que la historia, realidad y personajes de un programa de televisión son lo que atrae televidentes, y además enfatiza el entretenimiento por encima del desempeño en el ring de la lucha libre profesional. “Newsday” escribe que “A pesar de escribir algunos de los más exitosos programas de televisión de la WWF, y luego hacer lo mismo con WCW y TNA, Russo sigue siendo una de las personalidades mas odiadas por su ocasionalmente poco convencional toma en el negocio de la lucha libre.” Según Russo, una razón que por la cual él es odiado es debido a su visión del actual producto de la WWE; él cree que hay mucha lucha libre e historias insuficientes.
La WWE acredita a Russo con ser el responsable de los storylines de la Attitude Era.  De la misma manera, Bob Kapur de Slam! Wrestling le da a Russo el crédito por hacer que la WWE se alejara del estilo caricaturesco de a inicios de los años 1990 y en su lugar trayendo historias y personajes más adultos a la empresa.  El DVD de WWE “The Monday Night War”, incluía comentarios de Gene Okerlund, quien dijo que las ideas de Russo eran exitosas porque Vince McMahon podía controlarlas, mientras que Ric Flair dijo que él se rio cuando Russo intentó convencer al personal de WCW que él era responsable por transformar a la WWF en lo que fue. Eric Bischoff ha dicho que Russo fue contratado por la WCW por sobreestimar su influencia en la WWF, a lo cual Bischoff dijo que era “fraudulento.”

## Campeonatos y logros
- World Championship Wrestling
  - WCW World Heavyweight Championship (1 vez)